# Cinquanta ombres d'en Grey (novel·la)
Cinquanta ombres d'en Grey (en anglès: Fifty Shades of Grey), és una novel·la eròtica, publicada el 2011 per l'autora britànica E. L. James el 2011. Narrada en gran manera a Seattle, és el primer lliurament d'una trilogia que descriu la relació entre una recent graduada de la universitat, Anastasia Steele, i un jove magnat de negocis, Christian Grey. El segon i tercer llibre es titulen Cinquanta ombres més fosques i Cinquanta ombres alliberades.
Es destaca per les seves escenes explícitament eròtiques, amb elements de les pràctiques sexuals que involucren: bondage/disciplina, dominació/submissió, sadisme/masoquisme (BDSM). El segon i tercer llibre es titulen: Cinquanta ombres més fosques i Cinquanta ombres alliberades, respectivament. Cinquanta ombres de Grey ha encapçalat les llistes de best seller a tot el món, incloent-hi el Regne Unit i els Estats Units. La sèrie ha venut 100 milions d'exemplars a tot el món, i els drets del llibre han estat venuts en 37 països, establint el rècord com l'edició de butxaca de vendes més ràpida de tots els temps, superant a la sèrie de Harry Potter. A principis de la dècada de 2010 va sacsejar el panorama editorial i va provocar l'aparició de diversos llibres englobats en el gènere mummy porn.

## Autora
E.L. James ha ocupat diversos càrrecs executius a la televisió. Està casada, té dos fills i viu a Londres. De nena, somiava d'escriure històries que captivaran els lectors, però va postergar els seus somnis per dedicar-se a la família i a la seva carrera. Finalment va reunir el coratge per escriure la seva primera novel·la, Cinquanta ombres d'en Grey, i la que van seguir cinquanta ombres més fosques i cinquanta ombres alliberades. Amb el motiu del fenomen editorial que ha suposat cinquanta ombres, de gran repercussió en els mitjans, amb unes vendes que ja han superat els 100 milions d'exemplars a tot el món i els drets de traducció han estat cedits a més de 50 països, la revista Time nomenaà a EL James una de les cent persones més influents de l'any 2012.

## Argument
Cinquanta ombres de Grey narra la història d'Anastasia «Ana» Steele, una estudiant de 21 anys que cursa la carrera de Literatura a la Universitat de Washington, i que viu amb la seva millor amiga, Katherine Kavanagh, que escriu per al diari estudiantil de la seva universitat. A causa d'un refredat, Katherine persuadeix a Ana perquè prengui el seu lloc en l'entrevista que li faria a en Christian Grey, un jove empresari ric i reeixit. Ana es veu atreta immediatament per ell, però també el troba intimidatori. Com a resultat, l'entrevista no surt del tot bé. Ana tracta de consolar-se a si mateixa amb la idea que el més probable és que no el tornarà a veure. No obstant això, se sorprèn quan Grey apareix a la ferreteria on treballa. Durant la compra de diversos articles, incloent-hi lligams de cables i cordes, Ana informa Grey que Katherine vol fotografies d'ell per l'article. Grey dona el seu número de telèfon Ana, fet que li fa pensar que ella li agrada. Katherine pressiona a Ana perquè truqui Grey i organitzi una sessió de fotos amb el seu amic, el fotògraf José Rodríguez.
L'endemà, Josep, Katherine i Ana arriben a l'hotel on Grey s'allotja, la sessió de fotos es porta a terme i Grey convida a Ana a prendre un cafè. Tots dos parlen sobre les seves vides i Grey li pregunta si està sortint amb algú, específicament amb José. Durant la conversa, Ana s'assabenta que Grey és solter, però que no és del tipus d'home de «flors i violes». Això intriga Ana, sobretot després que la rescati de la trajectòria d'un ciclista que va estar a punt d'atropellar-la.
Després d'acabar els seus exàmens, Ana rep un paquet de Grey, que conté els tres volums de les primeres edicions d'un llibre. Aquesta nit, Ana va a prendre unes copes amb els seus amics i acaba borratxa i trucant a Grey per telèfon per preguntar-li per què li va enviar els llibres, però ell no li respon i l'informa que l'anirà a recollir a causa del seu estat d'embriaguesa. Ana surt a prendre aire fresc, i en José intenta fer-li un petó a la força, en el moment en què apareix Grey. Ana accepta que Grey la porti a casa, però abans descobreix que la seva amiga, ha estat coquetejant amb el germà de Grey, l'Elliott. L'endemà, Ana es desperta a l'habitació d'hotel de Grey, que la renya per no tenir cura de si mateixa. Grey, llavors li revela que li agradaria tenir sexe amb ella. Inicialment li esmenta que haurà d'omplir molta paperassa abans que alguna cosa succeeixi, però més tard la besa a l'ascensor.
Ana va a la seva cita amb Grey, que pilota un helicòpter, Charlie Tango, fins al seu apartament a Seattle. Un cop allà, Grey insisteix que signi un acord de confidencialitat que li prohibeix parlar del que facin junts, i Ana es compromet a signar-lo. També esmenta altres documents, però primer la porta a una habitació plena de joguines BDSM i altres equips. Allà Greyl'informa que el segon contracte serà de dominació i submissió i que no hi haurà relació romàntica, només una relació sexual. El contracte fins i tot prohibeix a Ana tocar Grey o fer contacte visual amb ell. Quan Grey li està explicant això, Ana li revela que és verge i ell es compromet a prendre la seva virginitat sense fer signar el contracte.
L'endemà Ana i Grey, tornen a tenir relacions sexuals, només que són interromputs per la mare de Grey, que arriba moments després de la seva trobada sexual. La seva mare se sorprèn de veure a Ana aquí, ja que donava per fet que Grey era homosexual, perquè mai l'havia vist amb una dona. Grey més tard porta Ana a menjar, on li revela que va perdre la seva virginitat als quinze anys amb una de les amigues de la seva mare i que les seves anteriors «relacions» dominant/submises, van fracassar a causa de la incompatibilitat. Ells planegen reunir-se de nou i Grey porta a Ana a casa, on descobreix diverses ofertes d'ocupació i admet a Katherine que ella i Grey han tingut relacions sexuals.
En els dies següents, Ana rep diversos paquets de part de Grey. Aquests inclouen un ordinador portàtil perquè els dos es puguin comunicar a través de correus electrònics. Ana i Grey intercanvien correus electrònics, on Ana es burla d'ell i li indica que hi ha diverses parts en el contracte que no vol acceptar, com per exemple, menjar només aliments d'una llista específica. Ana, més tard es reuneix amb Grey per discutir el contracte, i oi diu que no està d'acord amb el tema del BDSM i el fet de mantenir una relació exclusivament sexual amb Grey, i que no és romàntica per naturalesa. A causa d'aquests sentiments, Ana deixa a Grey, i no la torna a veure fins a la seva graduació de la universitat, on se'l troba com a orador convidat. És durant aquest temps que Ana està d'acord a signar el contracte dominant/submisa.
Ana i Grey, un cop més es reuneixen per discutir el contracte, on tracten els límits infranquejables. Ana rep per primera vegada un càstig de Grey, el que els deixa a tots dos seduïts i una mica confosos per la interacció. Aquesta confusió s'agreuja pels regals esplèndids de Grey i pel fet que la porta a conèixer a la seva família. Malgrat això, els dos continuen amb el pla, encara que Ana no hagi signat el contracte. Després d'aconseguir una feina a Seattle Independent Publishing, Ana es veu més pressionada per les restriccions de l'acord de no divulgació i la complexa relació amb Grey.
La tensió entre la parella arriba a un punt en què Ana li demana a Grey que la castigui amb la finalitat de mostrar l'extremisme que pot arribar a tenir una relació BDSM. Grey compleix la petició de Ana, colpejant-la amb un cinturó, només perquè Ana s'adoni que els dos són incompatibles. Devastada, Ana deixa a Grey i torna a l'apartament que comparteix amb Katherine.